# Necait Indian Reserve 6
Necait Indian Reserve 6 är ett reservat i Kanada.   Det ligger i provinsen British Columbia, i den sydvästra delen av landet, 3 500 km väster om huvudstaden Ottawa. Necait Indian Reserve 6 ligger vid sjön Seton Lake.
I omgivningarna runt Necait Indian Reserve 6 växer i huvudsak barrskog. Trakten runt Necait Indian Reserve 6 är nära nog obefolkad, med mindre än två invånare per kvadratkilometer.